# Голосование (спектакль)
«Голосование» (англ. The Vote) — британский спектакль 2015 года по пьесе драматурга Джеймса Грэма, действие которого разворачивается на вымышленном лондонском избирательном участке в течение последних 90 минут перед окончанием парламентских выборов. Спектакль шёл в театре Donmar Warehouse с 24 апреля по 7 мая 2015 года.
В последний день показа постановка транслировалась в прямом эфире на телеканале More4 непосредственно во время последних полутора часов голосования.

## Сюжет
Каждые пять лет британцы исполняют свой гражданский долг, поддерживая старое или выбирая новое правительство, и происходит это в основном в самых непримечательных местах: в приходских церквях, средних школах и общественных центрах по всей стране. Театральная постановка проливает свет на таких непохожих друг на друга, добросовестных и зачастую забавных людей, которые превращают эти малопривлекательные здания в места, где вершится история.